# Xã Adams, Quận LaSalle, Illinois
Xã Adams (tiếng Anh: Adams Township) là một xã thuộc quận LaSalle, tiểu bang Illinois, Hoa Kỳ. Năm 2010, dân số của xã này là 1.646 người.